# Styphlotrema solitarium
Styphlotrema solitarium är en plattmaskart. Styphlotrema solitarium ingår i släktet Styphlotrema och familjen Plagiorchiidae. Inga underarter finns listade i Catalogue of Life.